# Ацугеви
Ацугеви (на английски: Atsugewi) е Калифорнийско индианско племе, живяло в басейна на Пит Ривър в североизточна Калифорния, главно в долината Дикси, по Хорс Крийк и по притоците на Пит Ривър – Бърни и Хат. Предполага се, че предците им живели в този район най-малко от 3000 години. Живели на малки групички без централизирана власт и се прехранвали главно с лов и събирачество. Езика им е близък с езика на ачомавите, класифициран към групата Палаихнин на Севернохоканските езици.

## Население
Предполага се, че заедно с ачомавите преди контакта с европейците наброяват около 3000 души като само ацугевите наброявали около 850 души. През 1910 г. двете племена регистрират само 1100 членове, а през 1936 г. едва 500. Днес повечето ацугеви живеят в резервата Пит Ривър, а други в Съсънвил Индиън Ранчерия.

## Подразделения
Подразделяли се на:
- Ацуге или Индианците Хат Крийк – заемали западната част на племенната им територия, между връх Ласен и Пит Ривър. Селата им били разположени главно по Хат Крийк.
- Апуаруге – живели в долината Дикси на изток от Ацуге, главно по Хорс Крийк.
- Уамари – живели в долината Бърни.[1]

## Култура
Били полуномади. Сезонно хората събирали над 100 вида растения, виреещи в територията им. Работа на жените било събирането, а на мъжете лова и риболова. Жените също така изработвали различни видове кошници и рогозки, а мъжете изработвали дрехи от кожите на животните, които убивали. Основна храна била жълъдите и сьомгата. Еленското месо се смятало за деликатес и се свързвало с богатството. Не ядяли орли, гарвани, жаби, койоти, мармоти, норки, лисици и сови по религиозни причини.
Обществото им било разделено на 3 социални класи, основавайки се на притежанието на богатство. Начело били богатите хора, следвани от обикновените хора и най-накрая били бедните. Строели постоянните си села край потоците. Те се състояли от 3 до 25 постройки от пръти наредени в кръг и частично вкопани в земята. Отгоре били покрити с парчета дървесна кора. Всяко село имало един или повече водачи наричани „бауи“. Те били най-богатите хора в селото и се славели с големи ловни и риболовни умения, заради което се ползвали и с голямо уважение.
Концепцията за трудолюбие и стремеж към богатство били движещи фактори в отношенията им с духовния свят. Най-важно било всеки да се сдобие с дух-помощник. Подготовката за това започвала в най-ранна детска възраст. По време на пубертета момичетата преминавали през ритуала за сдобиване с дух-помощник по няколко пъти, докато всяка открие своя дух-помощник. Момчетата били изпращани за няколко дни в гората, където постели и се молели да намерят своя дух-помощник.
Браковете като цяло били уредени от родителите на двойката и се формализирали с размяната на подаръци.
Мъртвите били погребвани в сгъната позиция, облечени в най-хубавите им дрехи и увити в одеяло. Бедняците били погребвани извън селото, а вождовете под пода на дома им заедно с най-ценните им вещи. След това домът се изгарял. Опечалените роднини отрязвали косите си и почерняли лицата си